# Santhià
Santhià (Piedmontese: Santhià or Sant'Àgata) là một đô thị ở tỉnh Vercelli trong vùng Piedmont thuộc Ý, có cự ly khoảng 50 km về phía đông bắc của Torino và khoảng 20 km về phía tây bắc của Vercelli. 
Santhià nổi tiếng với lễ hội lịch sử có tên Carnevale Storico di Santhià từ thế kỷ 14.
Santhià giáp các đô thị: Alice Castello, Carisio, Casanova Elvo, Cavaglià, Crova, Formigliana, San Germano Vercellese, và Tronzano Vercellese.